# (197525) Versteeg
(197525) Versteeg est un astéroïde de la ceinture principale.

## Description
(197525) Versteeg est un astéroïde de la ceinture principale. Il est découvert le 22 février 2004 à Kitt Peak par Marc William Buie. Il présente une orbite caractérisée par un demi-grand axe de 3,08 UA, une excentricité de 0,15 et une inclinaison de 0,6° par rapport à l'écliptique.